# Up in the Air
Up in the Air är en amerikansk dramakomedifilm från 2009, regisserad av Jason Reitman. Filmens manus skrevs av Reitman tillsammans med Sheldon Turner och var baserat på Walter Kims roman Up in the Air.
Filmen handlar om Ryan Bingham, en konsult som arbetar med nedskärningar i företag, och dennes flygresor. Inspelningen skedde till största del i St. Louis, men det finns även scener från Detroit, Omaha, Las Vegas, och Miami.
Filmen fick god kritik och olika nomineringar och priser, bland annat utsåg National Board of Review of Motion Pictures och Washington D.C. Area Film Critics Association den till bästa film 2009. Den tilldelades en Golden Globe och var nominerad i sex kategorier vid Oscarsgalan 2010 men vann till slut inte någon Oscarsstatyett.

## Rollista
- George Clooney som Ryan Bingham
- Vera Farmiga som Alex Goran
- Anna Kendrick som Natalie Keener
- Jason Bateman som Craig Gregory, ägare till företaget där Bingham arbetar
- Amy Morton som Kara Bingham, Ryan Binghams äldre syster
- Melanie Lynskey som Julie Bingham, Ryan Binghams yngre syster
- Danny R. McBride som Jim Miller, Julies make
- J. K. Simmons som Bob